# Frostvaxskivling
Frostvaxskivling (Hygrophorus hypothejus) är en svampart som först beskrevs av Elias Fries, och fick sitt nu gällande namn av Elias Fries 1838. Frostvaxskivling (som tidigare även kallats frostvaxing) ingår i släktet Hygrophorus,  och familjen Hygrophoraceae.  Den anses vara en god matsvamp och som hörs på namnet är det en svamp som visar sig sent på året, ofta först efter den första nattfrosten.
Frostvaxskivlingen växer över hela Norden. Den är allmän i hela Sverige men hittas främst i Svealand och Götaland. Svampen lever i symbios med tall och växer framförallt på sandiga jordar och bergig mark nära lingonris, mossa och renlav.
Hatten är som ung välvd till utbredd, med åldern svagt trattformad, slemmig i fuktig väderlek, gulbrun till gråbrun, ofta med olivgrön ton. Skivorna är glesa, vidväxta till svagt nedlöpande, ljusgula till orange. Foten är ljusgul och avsmalnande mot fotbasen. I fuktig väderlek är den slemmig och med en slemring högt upp på foten. Köttet är vitt till gult, med mild doft och smak.
Svampen plockas enklast vid torr väderlek då den annars blir slemmig och hal.